# Ghazi van Irak
Ghazi (Mekka (Saoedi-Arabië), 21 maart 1912 – Bagdad, 4 april 1939) was koning van Irak van 1933 tot 1939. 
Hij werd geboren in Mekka als zoon van Faisal I van Irak, de eerste koning van dat land. Hij was een echte nationalist en tegen de inmenging van het Verenigd Koninkrijk in zijn land. Ghazi's koningschap werd gekenmerkt door spanningen tussen het leger en burgers. Hij steunde generaal Bakr Sidqi in zijn staatsgreep (1936), die de burgerregering verruilde voor een militair bestuur. Dit was de eerste militaire staatsgreep die plaatsvond in de moderne Arabische wereld.
Op 4 april 1939 kwam hij om bij een auto-ongeluk met de sportwagen waarmee hij reed. Zijn zoon Faisal II van Irak was te jong om hem op te volgen. Irak werd van 1939 tot 2 mei 1953 bestuurd door regent Abdul Ilah, een schoonbroer van Ghazi.